# Södermanlands runinskrifter 352

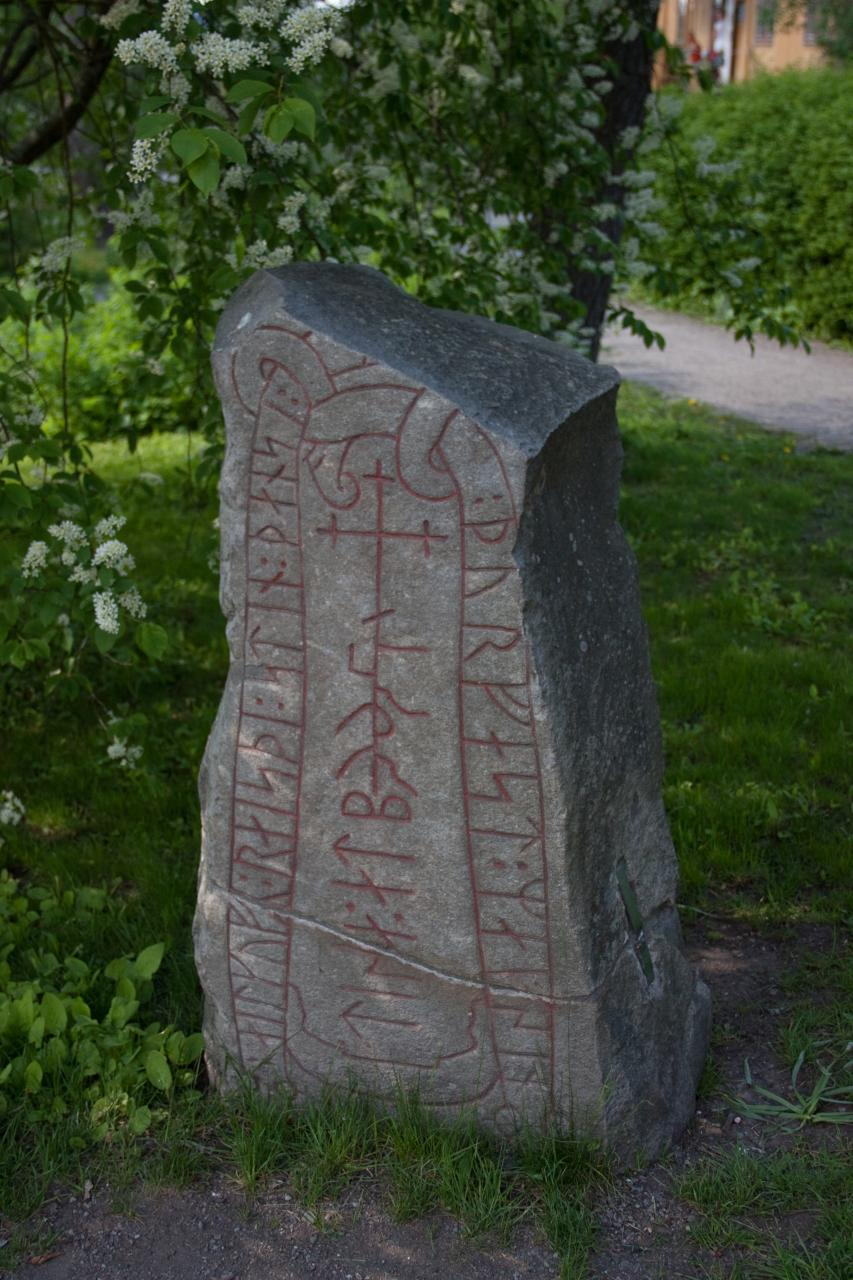
Framsidan

Runinskrift Sö 352, eller Lingastenen, är en runsten som kommer från Linga, Överjärna socken och Södertälje kommun, Öknebo härad i Södermanland. Den står numera på Skansen i Stockholm.

## Stenen
Stenen är av granit och den ristades på vikingatiden, sannolikt av runmästaren Traen och stilen som består av två runormar sedda uppifrån kallas Fågelperspektiv. På stenens framsida är slutet av texten ristad med samstavsrunor på var sida om korsets stam och under på stenes nedre del mot marken syns ett hårt stiliserat motiv ur Tors fiskafänge. Baksidans ornamentik består av ett ringat kors där runorna har blivit placerade mellan korsarmarna (Wikell 2012). Stenen är mycket lika Sö 350 och Sö 351. Inskriften lyder i översättning:

## Inskriften
Translitterering av runraden:
§A : ailkufʀ : raisþi : stin : þansi : [at] : þurfast : mag : sin : tisa : at bruþur sin ... [<-rþ>u] 
§B [tuþr uu...] 
§C tisa : kiarþ... eft... ... sina
Normalisering till runsvenska:
§A Hælgulfʀ(?) ræisti stæin þannsi at Þorfast, mag sinn, Disa at broður sinn. ... [u]rðu(?) 
§B dauðr(?) ... 
§C Disa gærð[i] æft[iʀ] ... sina.
Översättning till nusvenska:
Helgulv(?) reste denna sten efter Torfast, sin frände, Disa efter sin broder. Disa gjorde (minnesmärket) efter sina . . .
Runsekvens -rþu  kan passa för urþu - 'blevo'; och hela sekvensen -rþu tuþruu kan läsas som [ua]rþ  u[ti]  tuþr  [i]  u[ikiki]u - '(han) blev utomlands död på vikingatåg'.

## Se även

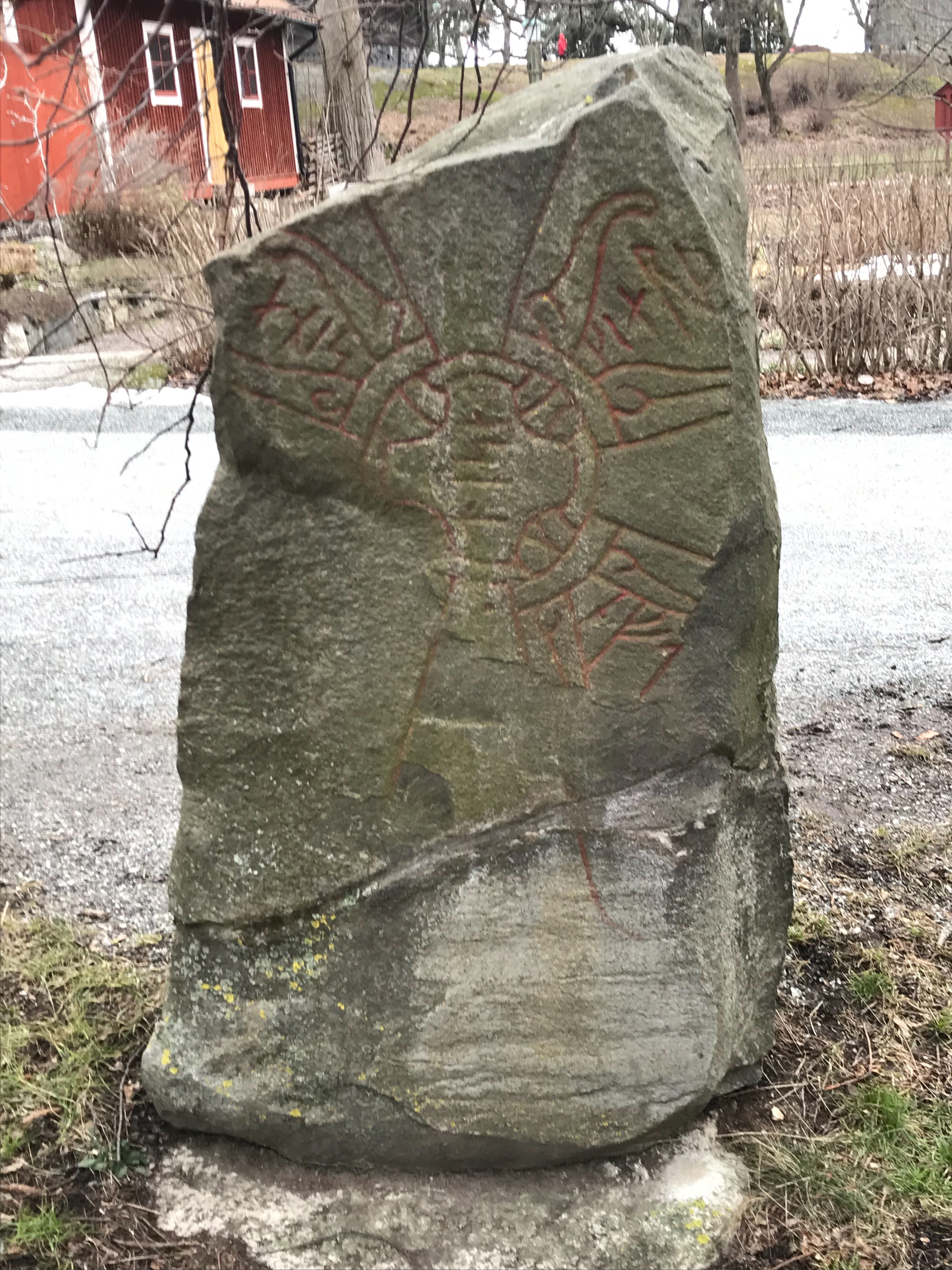
Baksidan